# Du och jag och sommaren
"Du och jag och sommaren" är en sång från 1977 av Tomas Ledin. Den finns med på hans femte studioalbum Tomas Ledin.
Låten skrevs för Melodifestivalen 1977 där den framfördes av Mats Rådberg. Den slutade på tionde plats och fick 19 poäng. Dirigent var Lars Samuelsson. Låten gavs även ut på singel av Rådberg 1977.

## Låtlista (Rådbergs singel)
1. "Du och jag och sommaren" (Tomas Ledin)
2. "Jag börjar om" (Lasse Holm)

### Fotnoter
1. 1 2  ”"Du och jag och sommaren"”. Svensk mediedatabas. http://smdb.kb.se/catalog/search?q=Tomas+Ledin+Du+och+jag+och+sommaren&sort=OLDEST. Läst 14 januari 2013.
2. ↑  ”Melodifestivalen 1977”. Sveriges Television. https://www.svt.se/melodifestivalen/melodifestivalen-1977?. Läst 14 januari 2013.